# Microdrosophila sarawakana
Microdrosophila sarawakana är en tvåvingeart som beskrevs av Toyohi Okada 1985. Microdrosophila sarawakana ingår i släktet Microdrosophila och familjen daggflugor. Inga underarter finns listade i Catalogue of Life.